# インドラブーティ・ガウタマ

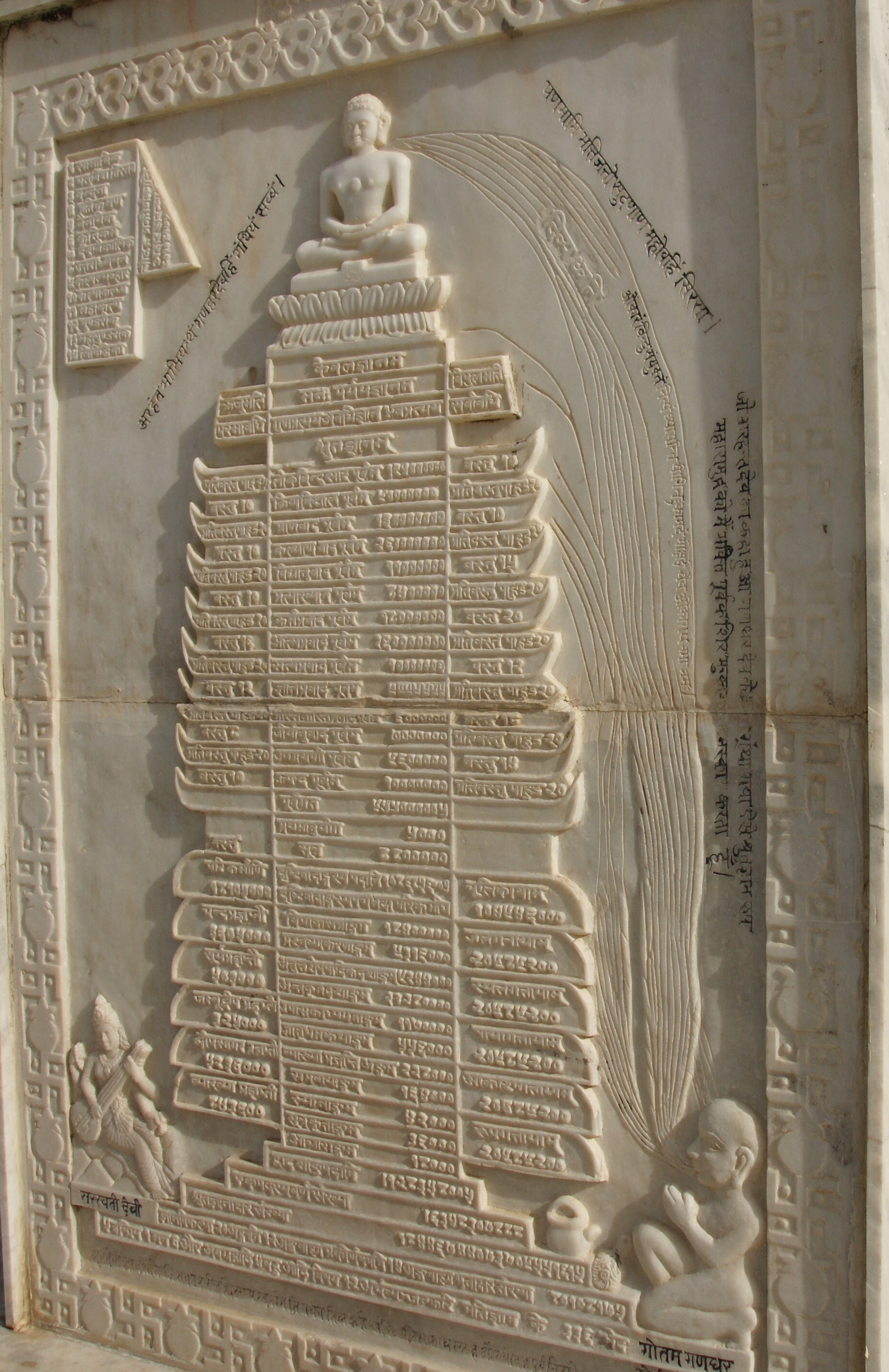
教えを説くマハーヴィーラ（上）とそれを聴くガウタマ（右下）

インドラブーティ・ガウタマ（Indrabhūti Gautama）は、ジャイナ教のマハーヴィーラの弟子で、マハーヴィーラの生前にその教団を率いていた人物。アルダマーガディー語ではインダブーイ・ゴーヤマ。ジャイナ教の聖典にしばしば名前が登場し、通常はゴートラであるガウタマの名によって呼ばれる。

## 概要
ガウタマはジャイナ教の経典に出現する主要な人物であり、たとえば『ヴィヤーハパンナッティ』（バガヴァティー・スートラ、en）ではガウタマの問いに答える形でマハーヴィーラがジャイナ教の教理を説く。
ガウタマの生涯について、史実と確認できる事柄はほとんどない。白衣派の『アーヴァッサヤ・ニッジュッティ』（アーヴァシヤカ・ニルユクティ）によると、インドラブーティ・ガウタマはマガダ国ゴッバラガーマのバラモンであり、自分の学識を誇ってマハーヴィーラに挑戦したが、最終的に500人の学生とともにマハーヴィーラに帰依した。インドラブーティの弟であるアグニブーティとヴァーユブーティをはじめとするほかの10人のバラモンも同様にマハーヴィーラに帰依し、高弟（ガナダラ）となった。11人のガナダラのうち最年長者がインドラブーティであった。
一方ディガンバラ派によると、バラモンのガウタマは自分の学識を誇っていたが、インドラによって与えられたジャイナ教の教えを理解できず、マハーヴィーラに教えを請うて最初の弟子になった。弟のアグニブーティとヴァーユブーティがそれに続き、他の8人のバラモンが加わって11人になった。
11人のガナダラのうち、マハーヴィーラより後まで生きたのはガウタマとスダルマン（スハンマ）の2人だけだった。『カルパ・スートラ』によると、マハーヴィーラが死んだときにガウタマは別離の苦しみを克服して完全智を得た。そのとき教団の（男性の）沙門は14000人があり、ガウタマはその長であった。12年後、ラージャグリハにおいて92歳でガウタマは没した。